# 山本元気のサウンドコレクション
山本剛士のサウンドコレクション（やまもとたけしのサウンドコレクション）は、ニッポン放送をキーステーションに放送されていたラジオ番組である。パーソナリティはニッポン放送アナウンサー（当時）の山本剛士。
2007年度以前は「山本元気」名義でアナウンサー活動をしていたため、番組も「山本元気のサウンドコレクション」（やまもとげんきのサウンドコレクション）として放送されていた。

## 番組概要
- 2006年度・2007年度・2009年度・2010年度・2014年度・2015年度のニッポン放送ショウアップナイターの雨傘番組である。
- 2006年6月21日は「山本元気のサウンドコレクション 奇跡を起こせ!ジーコジャパン応援リクエスト」と題して放送された。
- 2007年は、日曜日を中心に放送とされていたが、実際は平日にも何度か放送されていた。
- 2009年・2010年は再び原則として山本の固定担当となっている。ただし、ナイター中継がなくても別の特番を全国放送するケースもある。
- 2011年はニッポン放送の雨傘番組編成の方針変更により、ニッポン放送自社での放送は原則として行われなくなり、ニッポン放送がサッカー中継などの関東ローカル番組を放送する場合の、地方局向け裏送りのみの放送となった。
- 2012年は「サウンドコレクション」の題号も完全に消滅するが、地方局向け裏送りもしくは中継予定試合中止の場合には「○○○○（パーソナリティ名）の（ショウアップ）ナイタースペシャル」のタイトルで、本番組に近い内容のものを放送することもあった。こちらは山本とくり万太郎が交代で担当していた。
- 2014年に3年ぶりに本タイトルでの放送が復活。地方局向け裏送りもしくは中継予定試合中止の場合に放送される。前者でかつニッポン放送がサッカー中継を行う場合、山本はサッカー中継のスタジオ担当も務めるため、表と裏の双方に同時出演することになる。
- 2016年はナイターの予定がない場合の雨傘番組を、原則として「山口良一 よる活サイクルヒット」に固定したため、裏送りも含めて一度も放送されることはなかった。中継予定試合中止の場合に用意された雨傘番組としての「サウンドコレクション」についても、箱崎みどりや増田みのりら、他のアナウンサーの担当となった。また、ポストシーズン日曜の「SPECIAL BOX」枠の予備編成についても「地元いーとこショウアップ!」の枠拡大による対応となった。その後、2017年のナイターオフ最終週に久々に放送されることになったが、山本の報道部への人事異動に伴いこれが事実上の最終回となった。

## 放送時間
2006年
- （ショウアップナイター中止時の）火曜日～日曜日　18:00～21:00(JST)

2007年
- （ショウアップナイター中継のない）日曜日を中心に　18:00～21:00(JST)

2009 - 2011年、2014年、2015年
- （ショウアップナイター中継のない）火曜日～日曜日　19:00～21:00(JST)
ただし裏送りとなった場合は18:00～21:00で放送されることもある。また、土曜・日曜は元から野球中継がない場合には別番組（「オールナイトニッポンサンデー」など）が組まれるため、中継予定試合がすべて中止かつサッカーJリーグの試合予定もない場合のみ放送となっており、2009年以降はそのような実例も発生していない。

## 放送日
2006年
- 第1回　6月20日（火）
- 第2回　6月21日（水）
- 第3回　7月22日（土）
- 第4回　8月14日（月）
- 第5回　9月21日（木）

2007年
- 第1回　5月20日（日）（ナイターでの開催ゲームがなかったため放送）
- 第2回　5月24日（木）（セ･パ交流戦が開催されなかったため放送）
- 第3回　5月29日（火）（セ･パ交流戦が開催されなかったため放送）

なおニッポン放送は「山本元気のやっぱり野球はおもしろい」というタイトルで野球の名場面集紹介を生放送。ネット局はニッポン放送からの裏送りの形で録音放送
- 第4回　6月28日（木）（ニッポン放送は19：00～放送）
- 第5回　7月8日（日）（ナイターでの開催ゲームがなかったため放送）

2009年
- 第1回　5月21日（木）（セ･パ交流戦が開催されなかったため放送） - KBCラジオは自社番組に差し替え。
- 第2回　6月4日（木）（セ･パ交流戦が開催されなかったため放送） - KBCラジオは自社番組に差し替え。
- 第3回　6月9日（火）（セ･パ交流戦が開催されなかったため放送） - ニッポン放送・MBSラジオ・KBCラジオは別番組に差し替え。
- 第4回　6月12日（金）（セ･パ交流戦が開催されなかったため放送） - ニッポン放送・MBSラジオ・KBCラジオは別番組に差し替え。

第3回と第4回はニッポン放送は「ミュージックスカイホリデー」を放送したため、ネット局はニッポン放送からの裏送りの形で18:00から放送。
- 第5回　6月23日（火）（セ･パ交流戦終了、リーグ戦再開前のため放送）
- 第6回　6月25日（木）（セ･パ交流戦終了、リーグ戦再開前のため放送） - MBSラジオ・KBCラジオは自社番組に差し替え。
- 第7回　9月22日（火）（ナイターでの開催ゲームがなかったため放送） - KBCラジオは自社番組に差し替え。
- 第8回　9月23日（水）（ナイターでの開催ゲームがなかったため放送） - MBSラジオ・KBCラジオは自社番組に差し替え。
- 第9回　9月24日（木）（試合予定が一切なかったため放送）

2010年
- 第1回　5月5日（水）（ナイターでの開催ゲームがなかったため放送） - ニッポン放送・KBCラジオは別番組に差し替え。

ニッポン放送ではサッカーJリーグ中継が放送されたため、ネット局はニッポン放送からの裏送りの形で放送
- 第2回　5月11日（火）（セ･パ交流戦が開催されなかったため放送） - KBCラジオは別番組に差し替え。
- 第3回　5月20日（木）（セ･パ交流戦が開催されなかったため放送） - KBCラジオは別番組に差し替え。
- 第4回　6月3日（木）（セ･パ交流戦が開催されなかったため放送）
- 第5回　6月8日（火）（セ･パ交流戦が開催されなかったため放送）
- 第6回　6月11日（金）（セ･パ交流戦が開催されなかったため放送）
- 第7回　9月17日（金）（ナイターでの開催ゲームがなかったため放送） - ABCラジオは別番組に差し替え。

「サウンドコレクション」は5月6日（木）にも放送されたが、このときはニッポン放送は「垣花正のあなたとハッピー!増刊号」を放送した関係で、ネット局では垣花の出演による裏送り版「垣花正のサウンドコレクション」が放送された模様。
2011年（この年はニッポン放送とKBCラジオでは原則放送なし）
- 第1回　6月7日（火）（セ･パ交流戦非開催かつニッポン放送がサッカー中継放送のため、ネット局への裏送りとして放送）

STVラジオと東海ラジオの2局ネット（MBSラジオは自社番組に差し替え）。
- 第2回　6月17日（金）（セ･パ交流戦非開催かつニッポン放送がスペシャルウィーク中のため、ネット局への裏送りとして18:00から放送）

ニッポン放送は関東ローカルで「プロ野球クイズ・実況アナウンサーVSナイツ!」を放送。ABCラジオも自社番組に差し替え。
- 第3回　6月22日（水）（セ･パ交流戦終了かつニッポン放送がサッカー中継放送のため、ネット局への裏送りとして18:00から放送）
- 第4回　6月23日（木）（セ･パ交流戦終了かつニッポン放送の編成の都合上、ネット局への裏送りとして18:00から放送）

ニッポン放送は「ラストイニング」の再放送に差し替え。こちらは「ショウアップナイターハイライト」枠にも跨るため関東ローカルとなった。
2014年
- 第1回　4月29日（火）（ナイターでの開催ゲームがなく、かつニッポン放送がサッカー中継放送のため、ネット局への裏送りとして放送）

MBSラジオと東海ラジオの2局ネット（STVラジオとKBCラジオは自社番組に差し替え）。
- 第2回　6月10日（火）（セ･パ交流戦非開催かつニッポン放送がスペシャルウィーク中のため、ネット局への裏送りとして18:00から放送）

ニッポン放送は関東ローカルで「ニッポン放送パーソナリティが出題! 上柳昌彦と松本秀夫 リクエストバトル」を放送。KBCラジオも自社番組に差し替えたため、STVラジオ・東海ラジオ・MBSラジオの3局ネット。
- 第3回　6月24日（火）（予定されたナイターが全て中止となったため放送）

ニッポン放送自社では約4年ぶりの放送。STVラジオ・東海ラジオ・MBSラジオとの4局ネット。選曲テーマは「ラジオ」。
- 第4回　10月19日（日）（セ・リーグクライマックスシリーズ第5戦が行われなかったため、20:00から放送）

日曜20時台の「SPECIAL BOX」枠を充てて、ニッポン放送ローカルで1時間のみ放送（18・19時台はナイターオフの定時番組等を放送）。ナイターオフ編成のため「ナイタースペシャル」の肩書きはなかった。「ナイアガラソングブック」のサブタイトルで、大滝詠一の特集を送った。
- 第5回　11月2日（日）（日本シリーズ第7戦が行われなかったため、20:00から放送）

10月19日と同様の体裁で、ニッポン放送ローカルで1時間のみ放送された。
2015年
- 第1回　5月6日（水）（ナイターでの開催ゲームがなく、かつニッポン放送がサッカー中継放送のため、ネット局への裏送りとして放送）

MBSラジオとKBCラジオは自社番組に差し替え。
- 第2回　6月17日（水）（セ・パ交流戦終了、リーグ戦再開前のため放送）

ゲストとして有村昆（映画コメンテーター）が出演。KBCラジオは自社番組に差し替え。
- 第3回　7月16日（木）（予定された「プロ野球フレッシュオールスターゲーム2015」が台風接近に伴い中止・順延になったため放送）

KBCラジオは自社番組に差し替え。
- 第4回　11月1日（日）（日本シリーズ第7戦が行われなかったため、20:00から放送）

日曜20時台の「SPECIAL BOX」枠を充てて、ニッポン放送ローカルで1時間のみ放送（18・19時台はナイターオフの定時番組等を放送）。ナイターオフ編成のため「ナイタースペシャル」の肩書きはく、この回向けの新録の「2015 野球十大ニュース」のサブタイトルで放送。ゲストとして菊池高弘（野球ライター）が出演。
2017年
- 3月29日（水）（『今夜もオトパラ!』終了からプロ野球開幕までのつなぎ番組として、ネット局への裏送りとして放送。この週まではナイターオフ編成のため「ナイタースペシャル」の肩書きはない。ネット局は『オトパラ!』のものに準ずる。『山本剛士のサウンドコレクション』としての事実上の最終回）